# Die süße Kunst des Müßiggangs
Die süße Kunst des Müßiggangs ist ein Film des renommierten rumänischen Regisseurs Nae Caranfil aus dem Jahr 1998. Für das Drehbuch nahm Caranfil den Roman La comédie de Terracina von Frédéric Vitoux als literarische Vorlage. Er zeichnet ein eindrucksvolles Zeitporträt über die Demontage moralischer Werte in einer Zeit des politischen und historischen Wandels.

## Handlung
Das Drama spielt in Italien zu Beginn des 19. Jahrhunderts, in der Zeit nach dem Wiener Kongress, und berichtet von den Erlebnissen eines jungen Literaten, der dem französischen Schriftsteller Stendhal nachempfunden ist.
Auf seiner zweijährigen Reise durch Italien sieht sich der Franzose Henri Beyle (später als Stendhal bekannt) gezwungen, in einem kleinen Ort namens Terracina Halt zu machen. Seine Weiterreise nach Neapel wird durch Kämpfe zwischen italienischen Rebellen und österreichischen Truppen vereitelt.
Beyle findet Unterkunft bei dem Grafen Nencini. Unversehens wird er in die Kabalen im Schloss verstrickt. Während sich seine Begleiterin, Witwe Joséphina, die er selbst begehrt, nur noch für den Grafen interessiert, entwickelt sich zwischen der Gräfin und dem Komponisten Rossini, der ebenfalls Gast ist, ein inniges Verhältnis. Nachdem der Graf in die Berge verschwunden ist, um sich mit Aufständischen zu treffen, die gegen die österreichischen Besatzer rebellieren, bricht das komplizierte Beziehungsgefüge auseinander.

## Auszeichnungen
Der Film gewann im September 1998 auf dem Festival International du Film Francophone im belgischen Namur den Golden Bayard Award für das beste Drehbuch.

## Rezeption
Uraufgeführt wurde er am 31. März 1999 in Frankreich.
Die italienische Premiere fand am 23. April 1999 statt. Außerdem wurde der Film am 3. Juli 1999 auf dem 34. Internationalen Filmfestival Karlsbad und am 18. November 2007 auf dem 48. Thessaloniki International Film Festival in der Rubrik Balkanischer Überblick präsentiert.